# Bixby
Bixby — виртуальный ассистент, разработанный Samsung Electronics.
20 марта 2017 года Samsung анонсировала голосового цифрового помощника под названием Bixby. Он был представлен вместе с Samsung Galaxy S8 и S8+, а также Samsung Galaxy Tab A во время мероприятия Samsung Galaxy Unpacked 2017, которое состоялось 29 марта 2017 года. Samsung официально представил Bixby за неделю до запуска, но он впервые появился во время мероприятия. Bixby также можно загружать на старые устройства Galaxy под управлением Android Nougat.
Bixby является перезагрузкой S Voice, голосового помощника Samsung, представленного в 2012 году вместе с Galaxy S III.
В мае 2017 года Samsung объявила о том, что Bixby поступит в линейку холодильников Family Hub 2.0, сделав его первым немобильным продуктом с виртуальным помощником.
В октябре 2017 года Samsung объявила о выпуске Bixby 2.0 во время ежегодной конференции разработчиков в Сан-Франциско. Новая версия будет развёрнута во всей линейке подключённых продуктов компании, включая смартфоны, телевизоры и холодильники. Кроме того, третьим лицам будет разрешено разрабатывать приложения для Bixby с использованием Samsung Developer Kit.

## Особенности
Bixby состоит из трёх частей, известных как «Bixby Voice», «Bixby Vision» и «Bixby Home». «Bixby Voice» — это название метода активации Bixby путём его вызова или долгого нажатия кнопки Bixby, расположенной под регулятором громкости. За некоторое время до выхода телефона кнопка Bixby была перепрограммирована и могла быть настроена для открытия других приложений или помощников, таких как Google Assistant. Тем не менее, ближе к выпуску телефона эта возможность была удалена с обновлением прошивки, но может быть возвращена с помощью сторонних приложений. «Bixby Vision» — это камера дополненной реальности, которая может идентифицировать объекты в режиме реального времени и предлагать пользователю купить их онлайн, переводить текст, читать QR-коды и распознавать ориентиры. «Bixby Home» представляет собой вертикально прокручиваемый список информации, с которой Bixby может взаимодействовать, например, о погоде, занятиях фитнесом и кнопках для управления своими умными домашними гаджетами. Вначале Bixby поддерживал три языка: английский, корейский и китайский. Он также поддерживает контекстный поиск и визуальный поиск.

## Наличие языка и страны
Samsung сообщила, что Bixby не будет работать на американской версии Samsung Galaxy S8 и S8+, когда устройства были впервые отправлены клиентам 21 апреля 2017 года. Samsung заявил, что ключевые функции Bixby, включая Vision, Home и Reminder, будут доступны с глобальным запуском смартфонов. Bixby Voice должен был поступить в продажу в США на Galaxy S8 и S8+ этой весной. Однако выпуск английской версии был отложен, поскольку у Samsung возникли проблемы с тем, чтобы Bixby полностью понимал язык.
По состоянию на апрель 2018 года Bixby доступен в более чем 195 странах, но только на корейском, английском (только для США) и китайском (севернокитайский язык). Китайская версия Bixby доступна только на устройствах, официально продаваемых в материковом Китае. Корейский Bixby был выпущен 1 мая 2017 года (KST).
По состоянию на декабрь 2018 года Samsung внедрила функцию голосового управления Bixby на французском языке.
20 февраля 2019 года Samsung объявила о добавлении дополнительных языков: английского (британский), немецкого, итальянского и испанского (Испания).

## Совместимые устройства

### Флагманские смартфоны и планшеты

#### Galaxy S
- Samsung Galaxy S21
- Samsung Galaxy S20
- Samsung Galaxy S10 (включая S10+, S10e и S10 5G)
- Samsung Galaxy S9 (включая S9+)
- Samsung Galaxy S8 (включая S8 +)
- Samsung Galaxy S8 Active
- Samsung Galaxy S7 (включая S7 Edge с Bixby Home и Reminder только через APK; вместо него используется S Voice)
- Samsung Galaxy S6 (включая S6 Edge с Bixby Home и Reminder только через APK; вместо него используется S Voice)
- Samsung Galaxy Tab S5e (Bixby 2.0)

### Galaxy Note
- Samsung Galaxy Note Fan Edition (только для Bixby Home, Reminder и Vision (Vision доступно на Android Oreo); вместо этого используется S Voice)
- Samsung Galaxy Note 8
- Samsung Galaxy Note 9
- Samsung Galaxy Note 10 (включая Note 10+, Note 10 5G и Note 10+ 5G)

### Средние смартфоны и планшеты

#### Galaxy A
- Samsung Galaxy A80 (Bixby Home, Voice, Vision, Reminder и сценарии)
- Samsung Galaxy A70 (Bixby Home, Voice, Vision и Reminder)
- Samsung Galaxy A50 (Bixby Home, Voice, Vision, Reminder и сценарии)
- Samsung Galaxy A30 (Bixby Home и Reminder)
- Samsung Galaxy A8 (2018)(включая A8+; только Bixby Home, Reminder и Vision)
- Samsung Galaxy A8 Star (2018)
- Samsung Galaxy A7 (2018) (только для Bixby Home, Reminder и Voice)
- Samsung Galaxy A9 (2018)
- Samsung Galaxy A6 / A6+ (Bixby Home и Vision)
- Samsung Galaxy A7 (2017) (доступно пользователям только в Южной Корее; только Bixby Home и Reminder)[21]
- Samsung Galaxy Tab A 8.0 (2017) (только Bixby Home и Reminder)[22]
- Samsung Galaxy Tab A 10,5 (2018) (Bixby Home, Reminder и видение)

#### Galaxy J
- Samsung Galaxy J3 (2016) (Bixby Home, Reminder только через APK)
- Samsung Galaxy J5 (2016) (Bixby Home, Reminder только через APK)
- Samsung Galaxy J7 (2016) (Bixby Home, Reminder только через APK)
- Samsung Galaxy J3 (2017) (Bixby Home, Reminder только через APK)
- Samsung Galaxy J4 (2018) (Bixby Home)
- Samsung Galaxy J5 (2017) (Bixby Home, Reminder только через APK)
- Samsung Galaxy J7 (2017) (Bixby Home, Reminder только через APK)
- Samsung Galaxy J7+ (2017)
- Samsung Galaxy J6 (2018)
- Samsung Galaxy J6+ (2018)

#### Galaxy C
- Samsung Galaxy C8 (только для Bixby Home, Reminder и Bixby Vision)

### Умные колонки
- Galaxy Home[23]